# Лінчі

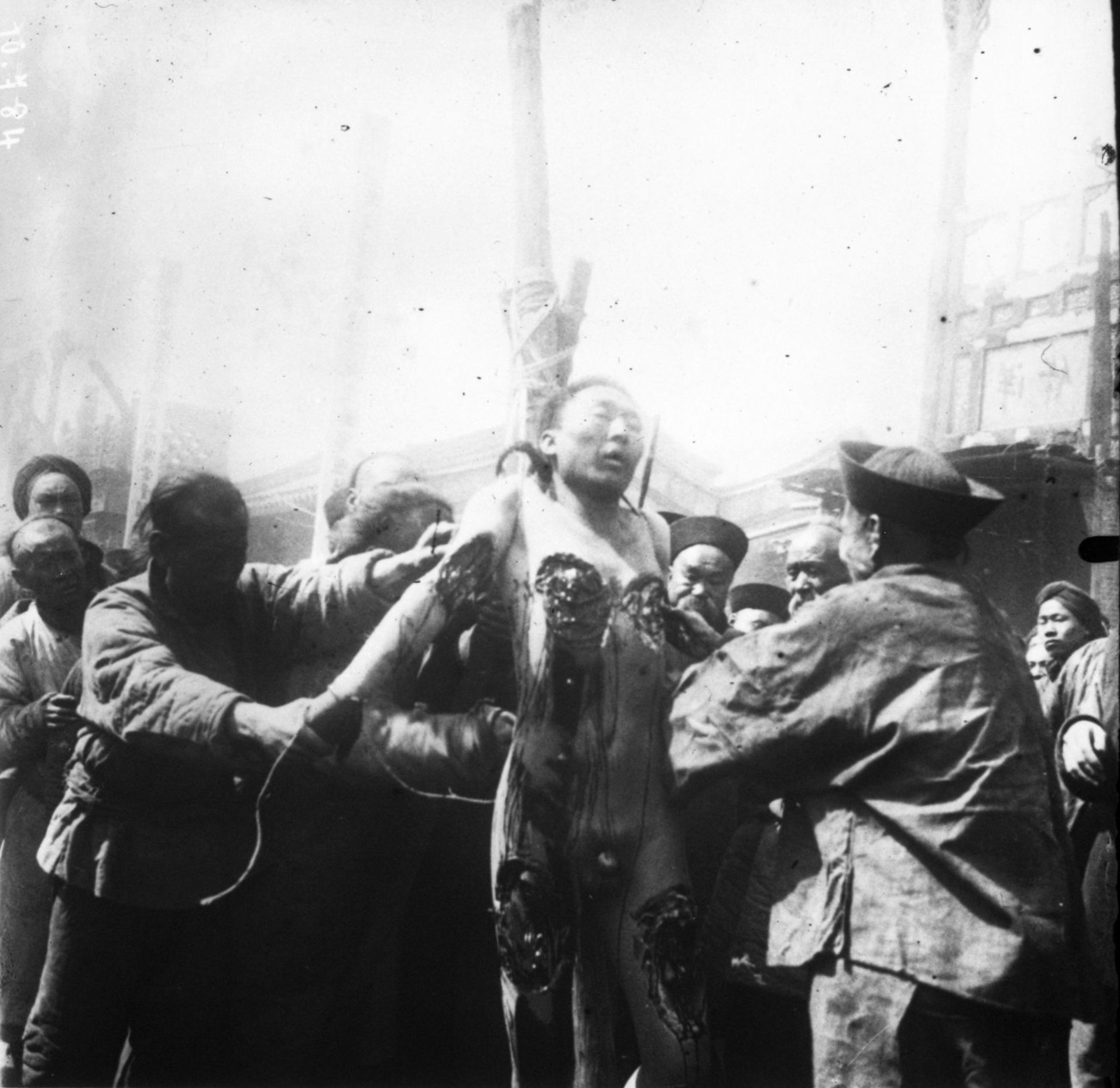
Лінчи в Китаї. 1910

Лі́нчи (кит.: 凌迟, «смерть від тисячі порізів») — особливо болісний спосіб смертної кари шляхом відрізання від тіла жертви невеликих фрагментів протягом тривалого періоду часу.
Застосовувалася в Китаї за державну зраду і батьковбивство в Середні віки і при династії Цін аж до її скасування в 1905 році. У 1630 р. таким чином був страчений видатний мінський воєначальник Юань Чунхуань. З пропозицією її скасування виступив ще в XII столітті поет Лу Ю.
При цінській династії з метою залякування Лінчи відбувалась у громадських місцях за великого скупчення роззяв. Збережені описи страти розходяться в подробицях. Жертву, як правило, накачували опіумом — чи то з милосердя, чи то щоб запобігти втрату нею свідомості.
Аналіз фотографій вказує на те, що церемонія займала не більше 20 хвилин, а західні свідоцтва про її особливо велику тривалість на порядок перебільшені. Хабар катові дозволяв скоротити тривалість процедури.